# Francesco Leopoldo d'Asburgo-Lorena
Francesco Leopoldo d'Asburgo-Lorena (Firenze, 15 dicembre 1794 – Vienna, 18 maggio 1800) fu Gran principe di Toscana.

## Biografia
Francesco Leopoldo era il secondo dei sei figli di Ferdinando III, Granduca di Toscana, e Luisa Maria Amalia di Borbone ed era il primo figlio maschio, quindi gli spettava il titolo di Gran principe essendo il primo in linea di successione.
Morì a Vienna, dove si trovava con la famiglia per l'esilio del padre Ferdinando, cadendo da una carrozza. Alla sua morte, divenne Gran principe suo fratello minore Leopoldo Giovanni, che diventò Granduca di Toscana col nome di Leopoldo II alla morte del padre nel 1824.

## Ascendenza
|                                      |                     |                                        | Genitori                                      |  |  | Nonni |  |  | Bisnonni                    |  |  | Trisnonni          |  |
|                                      |                     |                                        |                                               |  |  |       |  |  | Francesco Stefano di Lorena |  |  | Leopoldo di Lorena |  |
|                                      |                     |                                        |                                               |  |  |       |  |  | Francesco Stefano di Lorena |  |  | Leopoldo di Lorena |  |
|                                      |                     | Elisabetta Carlotta di Borbone-Orléans |                                               |  |  |       |  |  | Francesco Stefano di Lorena |  |  |                    |  |
| Leopoldo II d'Asburgo-Lorena         |                     |                                        |                                               |  |  |       |  |  | Francesco Stefano di Lorena |  |  |                    |  |
|                                      |                     | Maria Teresa d'Asburgo                 | Carlo VI d'Asburgo                            |  |  |       |  |  |                             |  |  |                    |  |
|                                      |                     | Maria Teresa d'Asburgo                 | Carlo VI d'Asburgo                            |  |  |       |  |  |                             |  |  |                    |  |
|                                      |                     | Maria Teresa d'Asburgo                 | Elisabetta Cristina di Brunswick-Wolfenbüttel |  |  |       |  |  |                             |  |  |                    |  |
| Ferdinando III di Toscana            |                     | Maria Teresa d'Asburgo                 |                                               |  |  |       |  |  |                             |  |  |                    |  |
|                                      |                     | Carlo III di Spagna                    | Filippo V di Spagna                           |  |  |       |  |  |                             |  |  |                    |  |
|                                      |                     | Carlo III di Spagna                    | Filippo V di Spagna                           |  |  |       |  |  |                             |  |  |                    |  |
|                                      |                     | Carlo III di Spagna                    | Elisabetta Farnese                            |  |  |       |  |  |                             |  |  |                    |  |
| Maria Ludovica di Borbone            |                     | Carlo III di Spagna                    |                                               |  |  |       |  |  |                             |  |  |                    |  |
|                                      |                     | Maria Amalia di Sassonia               | Augusto III di Polonia                        |  |  |       |  |  |                             |  |  |                    |  |
|                                      |                     | Maria Amalia di Sassonia               | Augusto III di Polonia                        |  |  |       |  |  |                             |  |  |                    |  |
|                                      |                     | Maria Amalia di Sassonia               | Maria Giuseppa d'Austria                      |  |  |       |  |  |                             |  |  |                    |  |
| Francesco Leopoldo d'Asburgo-Lorena  |                     | Maria Amalia di Sassonia               |                                               |  |  |       |  |  |                             |  |  |                    |  |
|                                      | Carlo III di Spagna | Filippo V di Spagna                    |                                               |  |  |       |  |  |                             |  |  |                    |  |
|                                      | Carlo III di Spagna | Filippo V di Spagna                    |                                               |  |  |       |  |  |                             |  |  |                    |  |
|                                      | Carlo III di Spagna | Elisabetta Farnese                     |                                               |  |  |       |  |  |                             |  |  |                    |  |
| Ferdinando I delle Due Sicilie       | Carlo III di Spagna |                                        |                                               |  |  |       |  |  |                             |  |  |                    |  |
|                                      |                     | Maria Amalia di Sassonia               | Augusto III di Polonia                        |  |  |       |  |  |                             |  |  |                    |  |
|                                      |                     | Maria Amalia di Sassonia               | Augusto III di Polonia                        |  |  |       |  |  |                             |  |  |                    |  |
|                                      |                     | Maria Amalia di Sassonia               | Maria Giuseppa d'Austria                      |  |  |       |  |  |                             |  |  |                    |  |
| Luisa Maria Amalia di Borbone-Napoli |                     | Maria Amalia di Sassonia               |                                               |  |  |       |  |  |                             |  |  |                    |  |
|                                      |                     | Francesco Stefano di Lorena            | Carlo VI d'Asburgo                            |  |  |       |  |  |                             |  |  |                    |  |
|                                      |                     | Francesco Stefano di Lorena            | Carlo VI d'Asburgo                            |  |  |       |  |  |                             |  |  |                    |  |
|                                      |                     | Francesco Stefano di Lorena            | Elisabetta Cristina di Brunswick-Wolfenbüttel |  |  |       |  |  |                             |  |  |                    |  |
| Maria Carolina d'Asburgo-Lorena      |                     | Francesco Stefano di Lorena            |                                               |  |  |       |  |  |                             |  |  |                    |  |
|                                      |                     | Maria Teresa d'Asburgo                 | Filippo V di Spagna                           |  |  |       |  |  |                             |  |  |                    |  |
|                                      |                     | Maria Teresa d'Asburgo                 | Filippo V di Spagna                           |  |  |       |  |  |                             |  |  |                    |  |
|                                      |                     | Maria Teresa d'Asburgo                 | Elisabetta Farnese                            |  |  |       |  |  |                             |  |  |                    |  |
|                                      |                     | Maria Teresa d'Asburgo                 |                                               |  |  |       |  |  |                             |  |  |                    |  |